# Antonin Lustikh
Antonin Lustikh född 26 oktober 1889 i Simferopol på Krim i Kejsardömet Ryssland, död 9 juni 1956 på Lidingö, var en svensk tecknare och målare.
Han var son till Eugen Lustig och Serafima Pamfilov. Gift med konstnären Vera Meurman-Lustikh.
Lustikh studerade först juridik men övergick 1913 till att studera konst i Moskva, Petrograd och Paris
Från 1930 var han bosatt i Sverige och var verksam som landskap och porträttmålare.
Han är begravd på Lidingö kyrkogård. En minnesutställning över Antonin Lustikh och Vera Meurman-Lustikh hölls i Karlskoga 1957.